# Tromatobia quadricolor
Tromatobia quadricolor är en stekelart som först beskrevs av Joseph Kriechbaumer 1894.  Tromatobia quadricolor ingår i släktet Tromatobia och familjen brokparasitsteklar. Inga underarter finns listade i Catalogue of Life.